# Fractura de Holstein-Lewis
La fractura de Holstein-Lewis és una fractura espiroide de l'húmer situada a prop de la zona on el nervi radial s'apropa més a l'os. Aquesta fractura fa que aquest nervi es vegi afectat.